# Chiromachetes tirupati
Espèce
Chiromachetes tirupati est une espèce de scorpions de la famille des Hormuridae.

## Distribution
Cette espèce est endémique d'Andhra Pradesh en Inde. Elle se rencontre vers Tirupati.

## Étymologie
Son nom d'espèce lui a été donné en référence au lieu de sa découverte, Tirupati.

## Publication originale
- Lourenço, 1997 : Considérations taxonomiques sur le genre Chiromachetes Pocock, 1899 (Chelicerata, Scorpiones, Ischnuridae). Zoosystema, vol. 19, no 1, p. 81-89(texte intégral).